# Паэс, Жозе Роке
Жозе Роке Паэс (порт.-браз. Jose Roque Paes; 16 августа 1933, Куяба — 26 марта 2012, Куяба), более известный под именем Трасая (порт.-браз. Traçaia) — бразильский футболист, полузащитник и нападающий. Выступал за сборную Бразилии, за которую провёл 5 матчей и забил 1 гол.

## Карьера
Трасая начал карьеру в клубе «Палмейрас» из родного города Куяба. Затем он играл за «Миксто» и «Дом Боско». В 1955 году Трасая перешёл в клуб «Спорт Ресифи» и в первый же год стал чемпионом штата, а также выиграл титул лучшего бомбардира с 22 голами, включая два гола в решающем матче с «Наутико Ресифи». Нападающий выступал за «Спорт» на протяжении 8 лет, он провёл за клуб 240 матчей и забил 202 мяча, включая 10 хет-триков и два «покера». С его помощью клуб выиграл 5 титулов чемпиона штата. А также Трасая забил 85 голов в розыгрышах чемпионата штата, установив рекорд клуба.
В 1962 году бразилец уехал в австрийский клуб «Адмира Ваккер». В 1963 году он выиграл с клубом серебряные медали чемпионата Австрии, а год спустя выиграл кубок страны. Правда, в финальном матче, где «Адмира» обыграла 1:0 «Аустрию», Трасая не играл. Зато он забил гол в полуфинале, который помог его команде обыграть «Капфенберг» со счётом 3:1. Любопытно, что в сезоне 1965/1966 бразилец как раз стал игроком «Капфенберга», где забил 2 гола в чемпионате и один мяч в Кубке Австрии. После завершения игровой карьеры, Трасая остался в Австрии, где работал с клубами низших дивизионов, в частности, с «Хельденбергом».

### Международная
| Матчи Трасаи за сборную Бразилии | Матчи Трасаи за сборную Бразилии | Матчи Трасаи за сборную Бразилии | Матчи Трасаи за сборную Бразилии | Матчи Трасаи за сборную Бразилии | Матчи Трасаи за сборную Бразилии | Матчи Трасаи за сборную Бразилии |
| -------------------------------- | -------------------------------- | -------------------------------- | -------------------------------- | -------------------------------- | -------------------------------- | -------------------------------- |
| №                                | Дата                             | Место проведения                 | Оппонент                         | Счёт                             | Голы                             | Турнир                           |
| 1                                | 5 декабря 1959                   | Гуаякиль                         | Парагвай                         | 3:2                              | —                                | Чемпионат Южной Америки          |
| 2                                | 12 декабря 1959                  | Гуаякиль                         | Уругвай                          | 0:3                              | —                                | Чемпионат Южной Америки          |
| 3                                | 19 декабря 1959                  | Гуаякиль                         | Эквадор                          | 3:1                              | —                                | Чемпионат Южной Америки          |
| 4                                | 22 декабря 1959                  | Гуаякиль                         | Аргентина                        | 1:4                              | —                                | Чемпионат Южной Америки          |
| 5                                | 27 декабря 1959                  | Гуаякиль                         | Эквадор                          | 2:1                              | 1                                | Товарищеский матч                |

5 матчей — 1 гол в официальных встречах.

## Достижения

### Командные
- Чемпион штата Мату-Гроссу: 1953
- Чемпион штата Пернамбуку: 1955, 1956, 1958, 1961, 1962
- Обладатель Кубка Австрии: 1966

### Личные
- Лучший бомбардир чемпионата штата Пернамбуку: 1955 (22 гола)